# Mendozasaurus
Mendozasaurus é um gênero de dinossauro do clado Titanosauria do Cretáceo Superior da Argentina. Há uma única espécie descrita para o gênero Mendozasaurus neguyelap. Seus restos fósseis foram encontrados na formação Río Néuquen e datados do estágio Turoniano-Coniaciano, com cerca de 90-85 milhões de anos.